# 右手の復讐
「右手の復讐」（みぎてのふくしゅう）は、テレビドラマ『世にも奇妙な物語』の中の1話。
1992年8月13日放送。第224作目。同回の作品に「城」、「ネチラタ事件」がある。

## ストーリー
突然右手が言う事を利かず勝手に動くようになった達郎は電車で痴漢をしたり、上司を殴ったり、恋人の首を絞めたりして孤立してしまう。ある日、買い物中に右手がレジに伸び金を掴んで離さず泥棒呼ばわりされてしまう。逃げる達郎だがぶつかったヤクザたちを右手が殴ってしまい、果ては警官のピストルを抜きもみ合っているうちに殺してしまう。このままではダメだと思った達郎は右手を線路に縛り電車に轢かせて切断するが…。

## スタッフ
- 企画：清水賢治、石原隆（フジテレビ）
- プロデューサー：両沢和幸（日活）
- 脚本：沢村一幸
- 演出：池田賢一
- 音楽：蓜島邦明
- 製作：日活

## キャスト
- 広中達郎：別所哲也
- 中尾明美：相川恵里
- 良子：有沢妃呂子
- 駅長：望月太郎
- 黒岩部長：佐戸井けん太